# Мексикано-украинские отношения
Мексикано-украинские отношения — двусторонние дипломатические отношения между Мексикой и Украиной.

## История
12 января 1992 года, Мексика признала независимость, и установила дипломатические отношения с Украиной через несколько месяцев после распада Советского Союза. В 1997 году президент Украины Леонид Кучма совершил официальный визит в Мексику, который способствовал увеличению двусторонних отношений между двумя народами. В январе 1999 года, Украина открыла своё посольство в Мехико, а Мексика открыла почетное консульство в Киеве в 2000 году, сохраняя официальные отношения с Украиной из своего посольства в Варшаве, Польша. В июне 2005 года, президент Мексики Висенте Фокс посетил с официальным государственным визитом в страну, где принял участие в открытии Мексиканского посольства в Киеве вместе с Президентом Украины Виктором Ющенко.
В 2014 году во время аннексии Крыма Российской Федерацией; Мексика призвала Россию и Украину стремится прийти к диалогу и мирному урегулированию вопроса. Мексиканское правительство также поддержала просьбу Организации Объединенных Наций адресованную международному сообществу «уважать единство и территориальную целостность Украины.»

## Торговля

Посольство Мексики в Киеве

В 2014 году двусторонняя торговля между Мексикой и Украиной составила сумму в 258 миллионов долларов США. Экспорт Мексики на Украину включает в себя: моторные лодки, трёхколесные мотоциклы, электрические цепи, растворимый кофе и алкогольные напитки. Украинский экспорт в Мексику: сталь, машинное оборудование, автомобильные запчасти, пшеница и мука.

## Дипломатическое представительство
- Мексиканское посольство находится в Киеве.[5]
- Украинское посольство находится в Мехико.[6]